# Ванко Урумов
Ванко Георгиев Урумов е български художник – живописец. Живее и твори във Варна, заема поста директор на Варненската художествена галерия „Борис Георгиев“.

## Биография
Роден е на 21 декември 1941 г. През 1971 година завършва специалност живопис в Художествената академия, в класа на проф. Панайот Панайотов. Работи в областта на живописта, графиката, монументалната скулптура, приложното изкуство (фрески, керамични пана, гоблени). Негови бронзови пластики украсяват обществени сгради в София и Варна.
С дипломирането си Урумов взима участие във всички големи изложби в България и в представяния на българското изкуство в Индия, Канада, Мексико, САЩ, Япония и др. Самостоятелни изложби прави в Букурещ, Виена, Дордрехт, Москва, Падуа, Сарагоса, Сепре, Франкфурт на Майн, Хаолин, и др. Негови творби са притежание на Националната художествена галерия, Софийската градска художествена галерия, галериите в Добрич и Бургас, националните библиотеки във Вашингтон и в Париж, частни колекции в България и в чужбина.
През 2009 година прави във Варна изложба с 22 платна с маслени бои, представящи Голямата аркана на картите Таро.

## Награди
Урумов е носител на множество награди, сред които:
- 1976 – Голямата награда на София от Първия международен конкурс за млади живописци,
- 1977 – Национална награда за живопис „Захари Зограф“,
- 1979 – Награда от Биеналето на живописта, Букурещ,
- 1981 – Награда „Medusa Aurea“ на Римската академия за съвременно изкуство,
- 1982 – Награда на СБХ на името на Илия Бешков,
- 1984 – Награда на СБХ за живопис,
- 1986 – Награда на СБХ на името на Данаил Дечев.[2]